# كريس آدمسون
كريس آدمسون (بالإنجليزية: Chris Adamson)‏ (4 نوفمبر 1978 في المملكة المتحدة - ) هو لاعب كرة قدم بريطاني في مركز حراسة المرمى. لعب مع باتريك أتلتيك وستوكبورت كونتي وشيفيلد وينزداي ونادي براغي ونادي بليموث أرجايل ونادي هيرفورد ووست بروميتش ألبيون ونادي هاليفاكس تاون وIlkeston F.C. ‏ وHalesowen Town F.C. ‏ ونورثويتش فيكتوريا ونادي مانسفيلد تاون وإيكستون تاون ‏ ونادي سوليهول لكرة القدم.

## وصلات خارجية
- كريس آدمسون على موقع قاعدة بيانات كرة القدم.إي يو (الإنجليزية)
- كريس آدمسون على موقع Soccerbase.com (لاعب) (الإنجليزية)